# Verrey
Pour les articles homonymes, voir Verrey (homonymie).
Verrey (anciennement Heis) est un petit hameau suisse du canton du Valais, situé sur le territoire de la commune de Nendaz.

## Démographie
| 1988 | 2014 | 2016 |
| ---- | ---- | ---- |
| 2    | 9    | 67   |